# Pitchfork Media
Pitchfork Media, poznata i samo kao Pitchfork, dnevna je internetska publikacija sa sjedištem u Chicagu posvećena glazbenoj kritici, vijestima i intervjuima s glazbenicima. Koncentrira se na nezavisnu glazbu, posebno indie rock. Međutim, obuhvaća i žanrove kao što su elektronika, pop, hip hop, dance, folk, jazz, heavy metal i eksperimentalna glazba.
Stranica, koja je osnovana 1995., fokusira se na novu glazbu, ali novinari recenziraju i ponovno objavljene albume i kolekcije. Stranica je objavila i popise najboljih albuma 1970-ih, 1980-ih, 1990-ih i 2000-ih, te najboljih pjesama 1960-ih i 2000-ih. Od 1999. svake godine objavljuje liste najboljih albuma i singlova godine.

## Vanjske poveznice
- Pitchfork Media
- Pitchfork Music Festival